# الإسهامات اليونانية في العالم الإسلامي

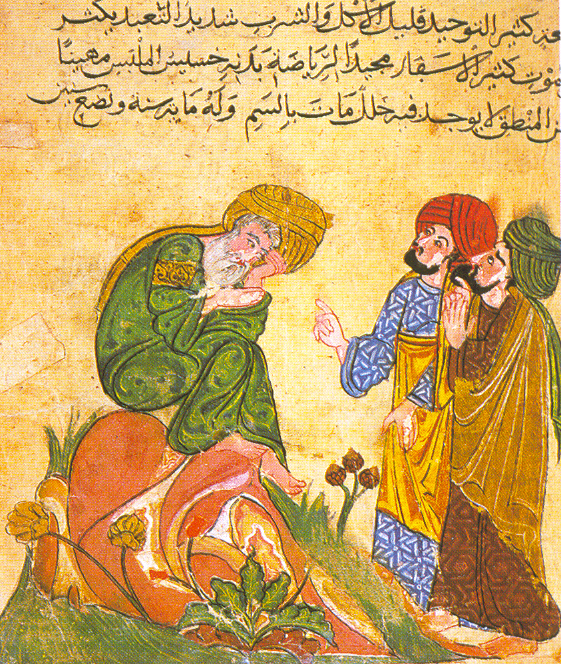
مخطوط عربية من القرن الثالث عشر تصور سقراط في نقاش مع طلابه

لعبت اليونان دورًا هامًا في نقل المعرفة الكلاسيكية القديمة إلى العالم الإسلامي في عصره الذهبي وإلى إيطاليا في عصر نهضتها، وفي نقل العلوم العربية القروسطية إلى إيطاليا في عصر نهضتها أيضًا. حافظت طريقتها التأريخية الغنية على معرفة عتيقة بُنيت عليها إنجازات تقنية وأدبية ومعمارية وفنية.

## العصر الهلنستي
بدأ العصر الهلنستي في القرن الرابع ق.م مع غزو الإسكندر الأكبر شرق البحر الأبيض المتوسط، ومصر، وبلاد الرافدين، والهضبة الإيرانية، ووسط آسيا، وأجزاء من الهند، ما أفضى إلى نشر اللغة والثقافة اليونانيتين عبر هذه المناطق. أصبحت اليونانية لغة العلم على امتداد العالم الهلنستي، واندمجت الرياضيات اليونانية بالرياضيات المصرية والبابلية لتبزغ الرياضيات الهلنستية.
كانت الإسكندرية في مصر مركز التعليم الأهم خلال هذه الفترة، واجتذبت علماء من كافة أرجاء العالم الهلنستي، غالبيتهم يونانيون ومصريون، لكن يهودًا وفارسيين وفينيقيين أيضًا.
وُجدت معظم النصوص الرياضية المكتوبة باليونانية في اليونان، ومصر، والأناضول، وبلاد الرافدين، وصقلية.

## دراسات كلاسيكية وكنسيّة
كان العلم البيزنطي كلاسيكيًا في جوهره. بالتالي، كان مرتبطًا ارتباطًا وثيقًا بالفلسفة الوثنية القديمة والميتافيزيقيا في كل مرحلة. على الرغم من بعض المعارضة للتعلم الوثني، شغل العديد من أكثر العلماء الكلاسيكيين بروزًا مناصب رفيعة في الكنيسة. تتضمن أبرز المعارضات إغلاق الأكاديمية الأفلاطونية عام 529، والتعتيم على كوزماس إنديكوبليستس، وتجريم جون إيتالوس (1082) وجيمستوس بليثو بسبب انهماكهما في الفلسفة القديمة. لم يتوقف توليد كتابات العصور القديمة في الإمبراطورية البيزنطية نتيجة الزخم الذي أعطته أكاديمية أثينا للدراسات الكلاسيكية في القرنين الرابع والخامس، وحميّة أكاديمية الإسكندرية الفسلفية، وخدمات جامعة القسطنطينية، التي عُنيت ككلٍ بالمواضيع الدنيوية، باستثناء علم الإلهيات، الذي كان يُدرس في الأكاديمية الأبوية. حتى الأخيرة قدمت إرشادات في الكلاسيكيات القديمة، وضمّنت في منهاجها نصوصًا أدبية، وفلسفية، وعلمية. ركزت المدارس الرهبانية على الكتاب المقدس، وعلم الإلهيات، والشعيرة الدينية. بالتالي، أنفقت المناسخ الرهبانية معظم جهودها على استنساخ المخطوطات الكنسية، بينما كان الأدب الوثني القديم يُنسخ ويُلخص ويُقتبس منه ويُنقح ويُشرح عبر العلمانيين أو الأساقفة المتنورين مثل فوتيوس، وأريثاس القيساري، ويوستاثيوس السلانيكي، وباسيليوس بيساريون.

## الرياضيات
حافظ العلماء البيزنطيون على إرث الرياضيين اليونايين القدماء العظام وأداموه ووضعوا الرياضيات موضع التطبيق. في بدايات بيزنطة (من القرن الخامس إلى القرن السابع)، استخدم المهندسان المعماريان والرياضيان إيزيدور الميليتوسي وأنثيميوس الأيديني معادلات رياضية معقدة لبناء كنيسة آيا صوفيا العظيمة، التي تعتبر إنجازًا تقنيًا في عصرها ولقرون تلت نتيجة هندستها المذهلة، وتصميمها الجريء وارتفاعها. في أواخر بيزنطة (من القرن التاسع إلى القرن الثاني عشر)، اعتبر رياضيون مثل ميخائيل بسيلوس الرياضيات وسيلة لتفسير العالم.

## الطب

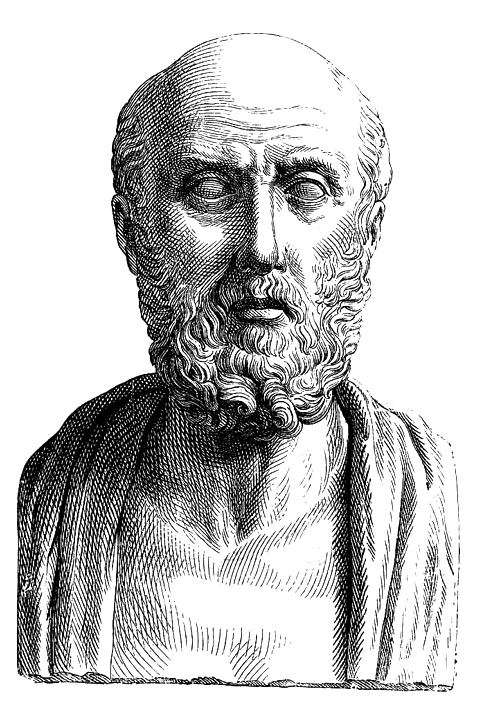
الطبيب أبقراط المعروف بأبي الطب الحديث.

كان الطب واحدًا من العلوم التي تقدم فيها البيزنطيون على أسلافهم اليونانيين – الرومان. نتيجة لذلك، كان للطب البيزنطي تأثير على الطب الإسلامي بالإضافة إلى طب عصر النهضة.
افتُتحت أول مدرسة طبية يونانية معروفة في كنيدوس في عام 700 ق.م. عمل ألكمايون، مؤلف العمل الأول في التشريح، في هذه المدرسة، وفي هذه المدرسة ابتُكرت ممارسة مراقبة المرضى. تمحور الطب اليوناني القديم حول نظرية الأخلاط الأربعة. كان الطبيب أبقراط الشخصية الأكثر أهمية في الطب اليوناني القديم، ويُعرف بـ «أبو الطب»، وأسس مدرسته الطبية الخاصة في جزيرة كوس. وثّق أبقراط وتلامذته العديد من الحالات في كوربوس أبقراط، وطوروا قَسَم أبقراط للأطباء، الذي ما زال قيد الاستخدام حتى الآن. كان جالينوس اليوناني واحدًا من أعظم جراحي العالم القديم ونفذ العديد من العمليات الجراحية الجريئة – من بينها جراحات عينية ودماغية – التي لم يجربها أحد بعده لألفي عام تقريبًا. كان لكتابات أبقراط، وجالينوس، وغيرهم تأثير راسخ على الطب الإسلامي والطب الأوروبي القروسطي إلى أن بطُلت العديد من اكتشافاتهم منذ القرن 14 فصاعدًا.
الطب اليوناني، يعني «طب اليونان»، وهو شكل من أشكال الطب التقليدي المنتشرة ممارسته في جنوب آسيا. يشير إلى نمط من الطب اليوناني – العربي، مبني على إرشادات الطبيب اليوناني أبقراط، والطبيب الروماني جالينوس، وتطور إلى نظام طبي مفصّل على يد الأطباء العرب والفرس، مثل أبو بكر الرازي، وابن سينا، والزهراوي، وابن النفيس.

## النار الإغريقية
كانت النار الإغريقية سلاحًا حارقًا استخدمته الإمبراطورية البيزنطية. كانوا يستخدمونها عادة في المعارك البحرية بسبب تأثيرها الكبير كونها قادرة على الاحتراق حتى على الماء. قدمت أفضلية تقنية، وكانت سببًا في العديد من الانتصارات البيزنطية الأساسية، أهمها إنقاذ القسطنطينية من حصارين عربيين، وبالتالي ضمان بقاء الإمبراطورية. بيد أن النار الإغريقية السويّة اختُرعت في العام 672 تقريبًا، ويعزوها المؤرخ تيوفان المعرف إلى كالينيكو، وهو مهندس معماري من هليوبوليس (بعلبك) في ولاية فينيقيا السابقة، التي كانت قد اجتاحتها الغزوات الإسلامية في ذلك الوقت.

## العمارة البيزنطية

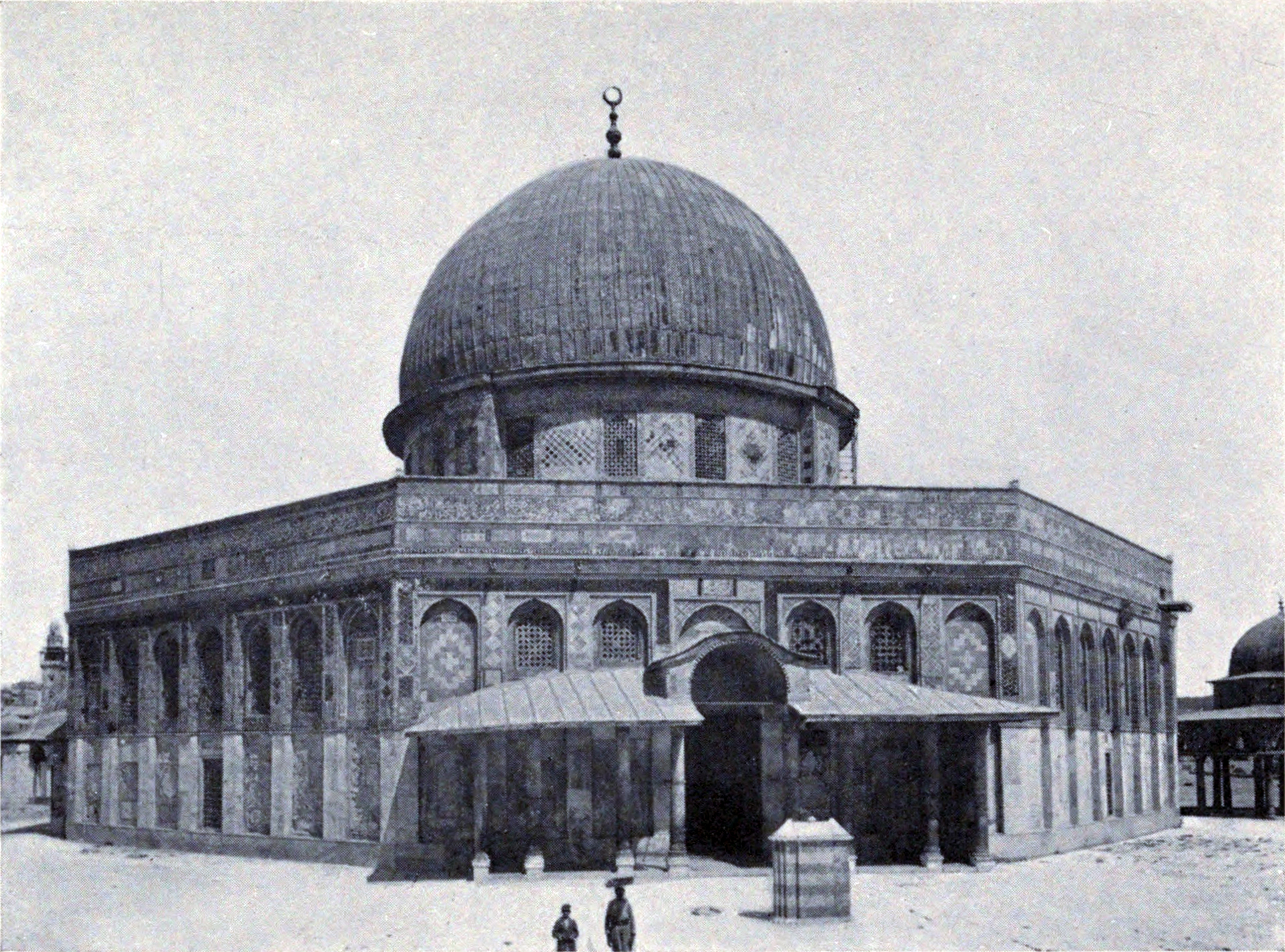
بُنيت قبة الصخرة في القدس في 691 م.

أفسحت العمارة البيزنطية في الغرب المجال أمام العمارة الرومانسكية والقوطية. مارست في الشرق تأثيرًا عميقًا على العمارة الإسلامية المبكرة، في عصر الخلافة الأموية (661 -–750). فيما يتعلق بالتأثير البيزنطي على العمارة الإسلامية المبكرة، شكل التراث الفني البيزنطي مصدرًا أساسيًا للفن الإسلامي الحديث، خصوصًا في سوريا وفلسطين. هناك تأثيرات بيزنطية مهمة يمكن رصدها في المعالم الإسلامية المبكرة المميزة في سوريا وفلسطين، مثل قبة الصخرة (691) في القدس، والمسجد الأموي (709-15) في دمشق. في حين أن قبة الصخرة تشير بصورة واضحة في مخططها – وبصورة جزئية في زخرفتها - إلى الفن البيزنطي، يحمل مخطط المسجد الأموي أيضًا تشابهًا ملحوظًا مع الكاتدرائيات المسيحية المبنية في القرنين السادس والسابع، ولكنه عُدّل ووُسّع على المحور المستعرض وليس على المحور الطولي الطبيعي كما هو الحال في الكاتدرائيات المسيحية. يخدم هذا التعديل شعائر الصلاة الإسلامية بصورة أفضل. يقع محراب المسجد الأصلي في منتصف القسم الشرقي من جدار القبلة تقريبًا وليس في منتصفه، وهي سمة يمكن شرحها بحقيقة أن المهندس المعماري حاول تفادي طابع حنية الكنيسة المسيحية التي تنتج عن موضعة المحراب في منتصف جناح الكنيسة. تأثرت أعمال البلاط، والأنماط الهندسية، والأقواس المتعددة، والقباب، والطوب والحجر متعدد الألوان الذي يميز العمارة الإسلامية والمغربية بالعمارة البيزنطية.

### العمارة العثمانية
العمارة التركية هي عمارة الإمبراطورية العثمانية التي انطلقت من أدرنة وبورصة في القرنين الرابع عشر والخامس عشر. تطورت عمارة الإمبراطورية من العمارة السلجوقية السابقة لها وتأثرت بالعمارة البيزنطية، والأنماط الإيرانية والمملوكية بعد غزو العثمانيين للقسطنيطنية. لنحو 400 عام، كانت التحف المعمارية البيزنطية مثل كنيسة أيا صوفيا تعتبر نماذجًا لمعظم المساجد العثمانية.